# Birmani (etnia)
I birmani (in birmano: bamar ဗမာလူမျိုး; MLCTS: ba. ma lu. myui:; IPA: [bəmàː]) sono il gruppo etnico predominante della Birmania (attualmente Myanmar), costituiscono circa il 68% della popolazione.
In Birmania i bamar vivono soprattutto nelle pianure del bacino del fiume Irrawaddy e parlano la lingua birmana, (la lingua ufficiale della Birmania/Myanmar), una lingua tibeto-birmana che fa parte della famiglia delle lingue sinotibetane.

## Lingua
I rakhine, sebbene culturalmente distinti dai bamar, vi sono etnicamente imparentati e parlano un dialetto del birmano che ha trattenuto il suono /r/, tramutato nel suono /j/ nella lingua birmana standard (per quanto sia ancora presente nell'ortografia).
Altri dialetti sono diffusi nella costa sudorientale del Tenasserim, e includono il beik e il tavoyano (dalla città di Tavoy o Dawei). L'inglese fu introdotto nel XIX secolo, quando i bamar entrarono in contatto per la prima volta con i britannici come nazione di commercianti, e fiorì durante il periodo coloniale.

## Origini
I bamar discendono dall'Asia orientale, si ritiene che siano giunti dall'odierno Yunnan, in Cina, nella valle del fiume Ayeyarwady dell'alta Birmania circa 1200-1500 anni fa. Nel corso dell'ultimo millennio hanno in buona parte sostituito o assorbito i popoli di etnia mon e della più antica etnia pyu che in origine dominavano questa valle.

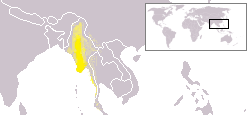
La distribuzione dei bamar in Indocina

## Distribuzione
I bamar sono i numerosi in Birmania, dove costituiscono il gruppo etnico maggioritario. La Thailandia ha il secondo più grande numero di bamar. Tanto questi ultimi quanto i bamar indiani sono o fuggiti dalla situazione politica del loro paese d'origine o sono alla ricerca di opportunità economiche migliori. Anche gli Stati Uniti d'America sono la patria di una sostanziosa popolazione birmano-americana e molti altri birmani si sono trasferiti in Europa, soprattutto in Gran Bretagna. La diaspora birmana, che è un fenomeno recente (storicamente ebbe inizio durante la seconda guerra mondiale), è stata causata soprattutto dal lungo periodo di regime militare e rispecchia la diversità etnica della Birmania. Con l'indipendenza della Birmania nel 1948 iniziarono prima gli anglo-birmani ad emigrare nel Regno Unito, in Australia, in Nuova Zelanda e nel nord America, seguiti dopo dagli stessi bamar. Ma questo flusso migratorio non si è limitato all'ovest; anche la Malaysia, Singapore, Hong Kong, Taiwan, l'Australia, la Corea e il Giappone sono mete frequenti. I birmani presenti in Australia, in Nuova Zelanda e nel Regno Unito sono per lo più di origine anglo-birmana, mentre negli USA sono presenti anche altri gruppi etnici birmani.

## Società e cultura
I bamar tradizionalmente vestono i sarong, chiamati longyi (လုံချည်) in birmano. Le donne indossano un tipo di sarong chiamato htamain (ထမီ), mentre gli uomini indossano un sarong tubolare detto longyi o, come abbigliamento più formale, un solo panno lungo avvolto intorno ai fianchi, detto paso (ပုဆိုး) in birmano. Fanno parte dell'abbigliamento formale gioielli in oro, sciarpe di seta e giacche. In occasioni formali gli uomini di solito indossano turbanti di panno chiamati gaungbaung (ခေါင်းပေါင်း) e giacche con il colletto alla mandarina detti taikpon (တိုက်ပုံ), mentre le donne indossano camicie. Entrambi i sessi indossano sandali di velluto detti mandalay pa nak (မန္တလေး‌ဖိနပ်‌), per quanto si usano anche sandali di pelle, gomma e plastica (ဂျပန်ဖိနပ်‌, letteralmente "scarpe giapponesi"). In città e nelle aree urbane è diventato popolare l'abbigliamento informale occidentale, incluse le magliette, i jeans e le scarpe da atletica o da ginnastica, specialmente tra i giovani. I tatuaggi che fanno da talismano, gli orecchini e i capelli lunghi legati in una crocchia, una volta frequenti tra gli uomini, non sono più di moda dalla fine della seconda guerra mondiale; di recente a Rangoon e a Mandalay hanno fatto la loro comparsa uomini in pantaloncini con code di cavallo, e uomini e donne con i capelli tinti, specialmente in occasione dell'atmosfera in cui tutto vale del capodanno birmano, chiamato Thingyan. L'occidentalizzazione arriva soprattutto dal Giappone e da Singapore. I bamar di entrambi i sessi e di tutte le età indossano anche i thanaka, specialmente sul volto, per quanto questo uso è diffuso quasi esclusivamente tra le donne, i bambini e tra i ragazzi non sposati. Il trucco e la cosmesi all'occidentale sono diventati da tanto tempo graditi nelle aree urbane. Tuttavia il thanaka non è indossato solamente dai bamar e molti altri gruppi etnici in Birmania lo usano a scopo cosmetico.